# いなせ家半七
いなせ家 半七（いなせや はんしち、1959年3月13日 - 2023年5月11日）は、大阪府大阪市阿倍野区出身の落語家。落語協会所属。本名：国本 貴久。出囃子は『昼飯』。

## 経歴
山口県熊毛郡大和町（現在山口県光市岩田）で育ち、山口県立徳山高等学校卒、成蹊大学法学部政治学科中退後の1980年5月、五代目春風亭柳朝に入門。翌年11月に前座になる。高座名は朝吉。
1985年3月、二ツ目に昇進、茶々丸に改める。1991年2月、師匠柳朝が亡くなり、兄弟子春風亭勢朝と共に兄弟子春風亭小朝門下に移籍する。
1996年3月に春風亭勢朝、三遊亭窓里、林家とんでん平、柳家さん福、橘家蔵之助、柳家福治、三遊亭らん丈、橘家仲蔵と共に真打昇進し、合わせていなせ家半七に改めた。
2003年2月、山口県議会議員選挙（熊毛郡区）に出馬を表明するも、告示前日に入院のため立候補を断念した。
2023年5月11日午前0時40分、膵臓がんのため、死去した。64歳没。同年4月20日の鈴本演芸場の定席が生前最後の寄席出演となった。師である春風亭小朝によれば、同年秋までに寄席の主任を務める予定があったことを明かし「実現できなかったのが心残りです」と悼んでいる。

## 得意ネタ
- 茶金
- 算段の平兵衛
- らくだ
- 天狗裁き
- 金明竹
- 手水廻し
- 持参金
- 京の茶漬け

## 芸歴
- 1980年5月 - 五代目春風亭柳朝に入門。
- 1981年11月 - 前座名「朝吉」を名乗る。
- 1985年3月 - 二ツ目昇進、「茶々丸」と改名。
- 1991年2月 - 師匠柳朝死去、兄弟子の春風亭小朝門下に移籍。
- 1996年3月 - 真打昇進、「いなせ家半七」と改名。

## 逸話
立川志らくが書いた本の内容に激怒。しかし誤って立川談春に殴りかかってしまう。
地下鉄丸ノ内線に乗っているときに十一代目桂文治と鉢合わせた。常に着物姿である文治に対して「いつも着物だから目立つね。」と声をかけたが、半七当人は全身金のスーツを着ていた。

## 人物
池袋演芸場の落語協会特選会で三遊亭吉窓、柳家福治と共に「はなし武芸長」という会を開いている。
趣味：温泉巡り